# 普里斯盧奇 (赫梅利尼茨基州)
50°4′8″N 27°38′36″E / 50.06889°N 27.64333°E
普里斯盧奇（羅馬化：Prysluch）是烏克蘭西部赫梅利尼茨基州舍佩蒂夫卡區波隆內市鎮的村莊。該村始建於1620年，面積2.03平方公里，海拔高度241米，2001年人口713，人口密度每平方公里546.8人。